# Trofeo Laigueglia 2008
Il Trofeo Laigueglia 2008, quarantacinquesima edizione della corsa e valida come evento dell'UCI Europe Tour 2008 categoria 1.1, fu disputata il 23 febbraio 2008, su un percorso di 183,3 km. Fu vinta dall'italiano Luca Paolini, al traguardo con il tempo di 4h39'13" alla media di 39,389 km/h.
Partenza a Laigueglia con 199 ciclisti, di cui 129 portarono a termine il percorso.

## Ordine d'arrivo (Top 10)
| Pos. | Corridore            | Squadra       | Tempo    |
| ---- | -------------------- | ------------- | -------- |
| 1    | Luca Paolini         | Acqua & Sap.  | 4h39'13" |
| 2    | Daniele Pietropolli  | LPR Brakes    | s.t.     |
| 3    | Maximiliano Richeze  | CSF Group     | s.t.     |
| 4    | Enrico Gasparotto    | Barloworld    | s.t.     |
| 5    | Mirco Lorenzetto     | Lampre-N.G.C. | s.t.     |
| 6    | Matti Breschel       | CSC-Saxo Bank | s.t.     |
| 7    | Filippo Pozzato      | Liquigas      | s.t.     |
| 8    | Alessandro Bertolini | Diquigiovanni | s.t.     |
| 9    | Massimo Giunti       | Miche         | s.t.     |
| 10   | Tiziano Dall'Antonia | CSF Group     | s.t.     |